# Фалиш
Фа́лиш (пол. Falisz) — село в Україні, у Стрийському районі Львівської області. Населення становить 694 особу. Орган місцевого самоврядування — Моршинська міська рада.

## Історія
Розташоване на правому березі річки Жижави. Перша писемна згадка з 1492 року. Укріплене місце з назвою Ясна гора, сліди якого збереглися донині у західній частині села, пов'язують з давнім монастирем монахів-василіан та церквою Іоана Хрестителя. Перші відомості про цей монастир сягають 1489 року. Ця невеличка фортеця мала мисовий характер і з напільного боку була перерізана ровом. З південного боку колишнього укріплення протікає невеликий потік, який далі впадає в річку Жижаву, що із західного боку була природною перешкодою у підступах до давнього монастиря.

## Політика

### Парламентські вибори, 2019
На позачергових парламентських виборах 2019 року у селі функціонувала окрема виборча дільниця № 461496, розташована у приміщенні будинку культури.
Результати
- зареєстровано 544 виборці, явка 60,29 %, найбільше голосів віддано за «Слугу народу» — 27,44 %, за партію «Голос» — 22,56 %, за всеукраїнське об'єднання «Батьківщина» — 13,72 %.[2] В одномандатному окрузі найбільше голосів отримав Володимир Наконечний (Слуга народу) — 16,82 %, за Олега Канівця (Громадянська позиція) — 15,90 %, за Андрія Гергерта (Всеукраїнське об'єднання «Свобода») — 15,60 %[3].

## Населення

Фалиш в часи І Світової війни

### Населення відповідно до Йосифинської метрики
Згідно з Йосифинською метрикою у Фалиші проживали власники будинків та земельних угідь (станом на 4 березня 1788 р.): Стас Паньків (№ 2), Матвій Сулик (№ 3), Сень Вакула (№ 4), Василь Сулик (№ 6), оренда (№ 1), Іван Вакула (№ 5), Іван Стасів (№ 8), вдова Іваниха (№ 9), Федьо Дух (№ 7), Міхал Стасів (№ 10), священик (№ 19), Яцько Хлопот (№ 14), Василь Гусак (№ 15), Петро Сулик (№ 16), Федьо Морич (№ 17), Іван Сербак (№ 18), вдова Макариха (№ 20), Гринь Цимбалій (№ 21), Андрус Юрчишин (№ 22), Іван Цимбалій (№ 23), Миколай Цимбалій (№ 24), Василь Павлишин (№ 25), Іван Гаврилів (№ 26), Петро Сулик (№ 27), Стась Сулик (№ 31), Іван Прокопів (№ 28), Сень Стасів (№ 29), Михайло Петришин (№ 30).
Пустки (незаселені будинки): Гната Щупака, Подоляка, Миколи Тимкова, Василікова, Олексина, Івана Ференца, Петра Бендара, Юрчишина, Дмитречкова.
Згідно з Францисканською метрикою у Фалиші проживали власники будинків та земельних угідь (станом на 20 липня 1820 р.): Андрусь Сокаль (№ 1), Яць Сулік (№ 2), Іван Вакула (№ 3), Петро Печеняк (№ 4), Микола Ковальчук (№ 34), Стефан Сулик (№ 5), Гаврило Ковальчук (№ 6), Андрусь Морич (№ 37), Міхал Андрусишин (№ 7), Стас Печенюк (Печеняк) (№ 8), Іван Трефіч (№ 9), Стас Морич (№ 9), Лесь Хлопот (№ 11), Іван Паньків (№ 36), Федьо Ференц (№ 12), Василь Маделлюс (Мадилюс) (№ 13), Андрус Морич (№ 37), Дмитро Цимбал (№ 38), священик (№ 21), Лесь Щупак (№ 15), Стефан Оґроднік (Огородник) (№ 16), Василь Гусак (№ 17), Гриньо Печеник (Печеняк) (№ 18), Гринь Щупак (№ 19), Яць Сербак (№ 20), Михайло Лапчак (№ 22), Андрус Цимбал (№ 23), Гринь Андрусишин (№ 24), Андрус Цимбал (№ 25), Федь Цимбал (№ 26), Стефан Павлій (№ 27), Івась Оґроднік (Огородник) (№ 28), Іван Беднарчук (№ 29), Юрко Сулик (№ 30), Павло Павлій (№ 31), Микола Печеник (Печеняк) (№ 32), Микита Сулик (№ 33), Іван і Михайло Мельники (млин) (№ 14).
У 1880 р. в селі було 348 мешканців, за винятком 19 римокатоликів решта були грекокатоликами, в селі була парафіяльна церква стрийського деканату (до парафії належала також дочірня церква у Станкові).
Станом на 1 січня 1939 року в селі проживало 700 мешканців, з них 640 українців-греко-католиків, 50 поляків, 5 євреїв і 5 німців.

### Мова
Розподіл населення за рідною мовою за даними перепису 2001 року:
| Мова       | Кількість | Відсоток |
| ---------- | --------- | -------- |
| українська | 739       | 99.73%   |
| російська  | 2         | 0.27%    |
| Усього     | 741       | 100%     |

## Церква Усічення голови святого Івана Хрестителя

Церква Усічення голови св. Івана Хрестителя, побудована у 1750 р., розібрана у 1911 р.

Дерев'яна церква, зведена в 1750 році. Належала до оригінальних триверхих будівель бойківського типу. Складалася з трьох зрубів. Зруб квадратової нави посередині був ширший за прямокутні зруби вівтаря й бабинця. До північної стіни вівтаря прилягала ризниця, добудована в XIX столітті. Наву вінчав пірамідальний наметовий верх з двома заломами, бабинець — такий самий верх з одним заломом, а вівтар — верх без залому. Оперізувало споруду широке піддашшя, сперте на східчасто профільовані випусти вінців зрубів. Усередині всі простори розкривалися у висоту. На другому ярусі бабинця були хори, що виходили на західну стіну нави. Розібрана в 1911 році, у зв'язку з будівництвом нової, в іншому місці.
Нову церкву було збудовано у 1911-1913 роках, відновлено після руйнувань Першої світової війни у 1917 році.

## Наш час
У селі працюють релігійна громада Української греко-католицької церкви Парафія усікновення голови святого Івана Хрестителя, фермерські господарства, підприємство по виробництву тротуарної плитки, бруківки, бордюрів та т.п.
11 вересня 2011 року у селі була освячена меморіальна дошка на честь уродженки Фалиша актриси Іванни Біберович (Королевич)
09 серпня 2023 року у рамках проекту "Вервиця єднає" на Живому телебаченні пройшла трансляція спільної молитви вірян УГКЦ села під проводом о.Тараса Ляшка.

## Відомі люди
- Біберовичева Іванна Антонівна (1858–1937) — артистка українського театру в Галичині.
- Гошовський Юліан (1908–1981) — діяч ОУН, інженер, технічний розробник підпільної радіостанції Самостійна Україна